# تحصیل چیچه وطنی
تحصیل چیچه وطنی (به انگلیسی: Chichawatni Tehsil) یک تحصیل در پاکستان است.